# Heřmanov (okres Děčín)
Obec Heřmanov se nachází v okrese Děčín v Ústeckém kraji. Žije v ní 475 obyvatel.

## Historie
První písemná zmínka o obci pochází z roku 1409. Do roku 1946 nesla obec název Hermersdorf.

## Obyvatelstvo
|                                                                          | 1869 | 1880 | 1890 | 1900 | 1910 | 1921 | 1930 | 1950 | 1961 | 1970 | 1980 | 1991 | 2001 | 2011 |
| ------------------------------------------------------------------------ | ---- | ---- | ---- | ---- | ---- | ---- | ---- | ---- | ---- | ---- | ---- | ---- | ---- | ---- |
| Obyvatelé                                                                | 712  | 739  | 785  | 804  | 749  | 701  | 760  | 412  | 389  | 379  | 337  | 255  | 296  | 310  |
| Domy                                                                     | 114  | 119  | 130  | 141  | 144  | 145  | 151  | 141  | 187  | 97   | 87   | 77   | 110  | 112  |
| Data z roku 1961 zahrnují i domy místních částí Blankartice a Fojtovice. |      |      |      |      |      |      |      |      |      |      |      |      |      |      |

## Školství
V Heřmanově je základní a mateřská škola. Školu navštěvuje (rok 2009) 11 žáků, ve školce je (rok 2009) 20 dětí.

## Pamětihodnosti
- Venkovská usedlost čp. 77[7]

## Části obce
- Heřmanov
- Blankartice
- Fojtovice